# Fagnano Alto
Fagnano Alto é uma comuna italiana da região dos Abruzos, província de Áquila, com cerca de 445 habitantes. Estende-se por uma área de 24 km², tendo uma densidade populacional de 19 hab/km². Faz fronteira com Caporciano, Fontecchio, Prata d'Ansidonia, Rocca di Mezzo, San Demetrio ne' Vestini.

## Demografia
| Variação demográfica do município entre 1861 e 2011                               |
|                                                                                   |
| Fonte: Istituto Nazionale di Statistica (ISTAT) - Elaboração gráfica da Wikipedia |